# Lacerta pamphylica
Lacerta pamphylica là một loài thằn lằn trong họ Lacertidae. Loài này được Schmidtler mô tả khoa học đầu tiên năm 1975.